# اتحادیه دوهکولا
اتحادیه دوهکولا (به لاتین: Dohakula Union) یک منطقهٔ مسکونی در بنگلادش است که در Bagherpara Upazila واقع شده‌است.